# 内奇斯河
内奇斯河（英語：Neches River，/ˈneɪtʃɪz/）起源于范贊德縣东部的莱茵河湖，全长416英里（669），流经德克萨斯州东部。它的河口在彩虹桥附近的萨宾湖，有两个主要水库。几个城市位于内奇斯河流域，包括泰勒、拉夫金、博蒙特和亚瑟港。